# Borgijci (TV-serija)
Borgijci (izvirno The Borgias) je zgodovinska fikcijska filmska televizijska serija, ki jo je ustvaril Neil Jordan, iz leta 2011.
Serija se dogaja v 15. stoletju in spremlja družino Borgijci, italijansko dinastijo španskega porekla. V glavni vlogi papeža Aleksandra VI. nastopa Jeremy Irons.
Serija je premiero doživela 3. aprila 2011 na ameriški kabelski televiziji Showtime. Druga sezona se je začela 8. aprila 2012, 4. maja 2012 pa je Showtime serijo obnovil za tretjo sezono, ki bo prišla na spored leta 2013.

V Sloveniji serijo predvaja Kanal A. Prva sezona je na spored prišla v ponedeljek, 8. oktobra 2012, ob 21:35, in je bila na sporedu od 8. do 11. oktobra (predvajali so dve epizodi dnevno, zadnje tri epizode pa 11. oktobra).

## Pregled sezon
| Sezona | Sezona | Epizode | Prvo predvajanje v ZDA (Showtime) | Prvo predvajanje v ZDA (Showtime) | Prvo predvajanje v Sloveniji (Kanal A) | Prvo predvajanje v Sloveniji (Kanal A) | Prvo predvajanje v Sloveniji (Kanal A) |
| Sezona | Sezona | Epizode | Premiera sezone                   | Finale sezone                     | Premiera sezone                        | Finale sezone                          |                                        |
| ------ | ------ | ------- | --------------------------------- | --------------------------------- | -------------------------------------- | -------------------------------------- | -------------------------------------- |
|        | 1      | 9       | 3. april 2011                     | 22. maj 2011                      | 8. oktober 2012                        | 11. oktober 2012                       |                                        |
|        | 2      | 10      | 8. april 2012                     | 17. junij 2012                    | /                                      | /                                      |                                        |
|        | 3      | 10      | 14. april 2013                    | /                                 | /                                      | /                                      |                                        |

## Pomembnejše nagrade in priznanja

### Emmyji
2011: najboljši kostumi za serijo (dobitnica), najboljša glasba v uvodni špici (dobitnica), najboljša režija za serijo (nominacija), najboljša kinematografija za serijo (nominacija), najboljši posebni vizualni učinki za serijo (nominacija)

2012: najboljši kostumi za serijo (nominacija), najboljša glasba za serijo (nominacija), najboljši posebni vizualni učinki za serijo(nominacija)

### Zlati globusi
2012: najboljši igralec v dramski seriji - Jeremy Irons (nominacija)

### Nagrade gemini
2011: najboljša dramska serija (dobitnica), najboljša izvirna glasba (nominacija), najboljša montaža slike (nominacija), najboljši vizualni učinki (nominacija)